# Jarosława Jóźwiakowska
Jarosława Jóźwiakowska (później kolejno: Bieda, Ringer i Zdunkiewicz; ur. 20 stycznia 1937 w Poznaniu) – polska siatkarka i lekkoatletka, skoczkini wzwyż, medalistka olimpijska.

## Życiorys
Jóźwiakowska uprawiała siatkówkę i lekkoatletykę, reprezentując barwy klubów AZS Poznań (1952–1954), AZS Gdańsk (1955–1960) i AZS Kraków (1961–1969). Największe sukcesy odnosiła w skoku wzwyż. Była ośmiokrotną mistrzynią Polski w tej konkurencji (1957, 1959–1962, 1964–1966). Piętnaście razy ustanawiała rekord Polski – od 1,60 m w 1958 do 1,75 m w 1964.
Największym osiągnięciem Jóźwiakowskiej był srebrny medal Igrzysk Olimpijskich w Rzymie w 1960, który zdobyła ex aequo z Brytyjką Dorothy Shirley. Zwyciężyła wówczas Rumunka Iolanda Balaș. Do ekipy olimpijskiej Jóźwiakowska została włączona w ostatniej chwili pod naciskiem opinii publicznej. Na kolejnych Igrzyskach Olimpijskich w 1964 zajęła dopiero 10. miejsce. W 1966 zdobyła brązowy medal mistrzostw Europy.